# マティアス・ベシーノ
マティアス・ベシーノ・ファレーロ（Matías Vecino Falero、 1991年8月24日 - ）は、ウルグアイ・カネローネス出身のウルグアイ代表のサッカー選手。セリエA・SSラツィオ所属。ポジションはミッドフィールダー。ウルグアイ出身であるが両親がイタリア・モリーゼ州トレッラ・デル・サンニオの出身であるため本人もイタリアのパスポートを持っている。

## 経歴

### クラブ

#### ウルグアイ時代
2009年18歳の頃からウルグアイ首都のクラブであるセントラル・エスパニョールの下部組織に所属。2010年より同クラブトップチームに所属しプロとしてのキャリアをスタートさせた。このシーズンはデビューシーズンながら32試合に出場し2得点をあげ、この活躍から2011 FIFA U-20ワールドカップのウルグアイ代表に選出されている。2011年にウルグアイで最も強豪クラブとされるナシオナル・モンテビデオに移籍。2シーズンで18試合出場、4得点をあげた。

#### フィオレンティーナ
2013年1月24日にフィオレンティーナに250万ユーロの移籍金で移籍、4年契約を結んだ。しかし外国人枠の問題でベシーノが正式にフィオレンティーナに登録され公式発表されたのは同年8月20日となった。2013年9月26日に対インテル戦で後半78分にアルベルト・アクイラーニとの交代で出場、フィオレンティーナにおける公式戦及びセリエAデビューを果たした。
2014年1月29日にカリアリ・カルチョに半年間の期限付き移籍することがクラブ公式サイト上で発表された。同年8月13日には、セリエAに昇格したエンポリFCに期限付き移籍することが決定した。エンポリではマウリツィオ・サッリ監督の下でレギュラーとして活躍し、リーグ戦31試合に出場し2得点を挙げた。このシーズンのエンポリのサッカーはサッリ監督の手腕とともに大きく評価された。
2015-16シーズンはフィオレンティーナに復帰。当初はクラブが資金の捻出のために他クラブからのオファーを受け移籍するものと報道されていたが、新監督であるパウロ・ソウザが残留を希望しフィオレンティーナに残ることになった。このオファーはエンポリ時代の恩師であるサッリが新監督を務めるナポリが、移籍金1400万ユーロのオファーを検討していたとされる。移籍期間終了後に本人は「クラブが自分を重要視してくれ、ナポリからの高額オファーを断ったことを嬉しく思う」と発言した。

#### インテル・ミラノ
2017年8月2日、インテルナツィオナーレ・ミラノと2021年までの4年契約を結ぶことが発表された。アウェイで行われた2017-2018シーズン最終節のラツィオ戦で後半81分にCKからヘディングシュートを決め、インテルにとって7シーズンぶりのCL出場権獲得に貢献した。2018-2019シーズンCL第1節トッテナム・ホットスパーFC戦では後半終了間際にCKからヘディングシュートを決め、劇的な逆転勝利に貢献した。2019-2020シーズン第23節のミラノダービーでは同点弾を決め、チームの逆転勝利に貢献した。

#### ラツィオ
2022年8月1日、SSラツィオへの移籍が発表された。

### 代表
2010年に2011 FIFA U-20ワールドカップの南米予選のウルグアイ代表に招集される。予選2位で勝ち抜け、本大会にも出場した。2015-16シーズンのフィオレンティーナでの活躍によって二重国籍を保有するイタリアのFIGCから「イタリア代表の招集に応じるか」問われたが、本人が「育ったウルグアイ代表をからの招集を待つ」と答えた。
2016年3月4日にウルグアイ代表監督のオスカル・タバレスによって、ワールドカップ南米予選のブラジル戦、ペルー戦に向けたフル代表メンバーに招集され、3月25日のブラジル戦で代表デビュー。同年5月27日のトリニダード・トバゴとの親善試合で代表初得点を挙げた。

## 人物
左右のインサイドハーフやトレクアルティスタとしてプレーが出来る強力な攻撃スキルをもったプレーヤーである。また身長の高さを活かしたハイボールの競り合いや、ミドルシュートにも秀でている。子供の頃はジネディーヌ・ジダンやフアン・セバスティアン・ベロンに憧れていたと話す。2015年にフィオレンティーナへ復帰した後はパウロ・ソウザ監督によりレギュラーとして起用され続け、主にセントラル・ミッドフィールダーのポジションでプレーしている。

## エピソード
- 両親がイタリア出身であるがフィオレンティーナ移籍時の2013年1月の時点では「イタリア語はまだ上手く話せない」と語っていた[14]。

## 個人成績

### クラブ
2023年6月3日現在
| クラブ                     | シーズン     | リーグ戦       | リーグ戦 | リーグ戦 | 国内カップ | 国内カップ | 国際大会 | 国際大会 | 合計 | 合計 |
| クラブ                     | シーズン     | ディヴィジョン | 出場     | 得点     | 出場       | 得点       | 出場     | 得点     | 出場 | 得点 |
| -------------------------- | ------------ | -------------- | -------- | -------- | ---------- | ---------- | -------- | -------- | ---- | ---- |
| セントラル・エスパニョール | 2009-10      | プリメーラ     | 9        | 0        | 0          | 0          | -        | -        | 9    | 0    |
| セントラル・エスパニョール | 2010-11      | プリメーラ     | 23       | 2        | 0          | 0          | -        | -        | 23   | 2    |
| セントラル・エスパニョール | 通算         | 通算           | 32       | 2        | 0          | 0          | 0        | 0        | 32   | 2    |
| ナシオナル                 | 2011-12      | プリメーラ     | 13       | 3        | 0          | 0          | 2        | 0        | 15   | 3    |
| ナシオナル                 | 2012-13      | プリメーラ     | 5        | 1        | 0          | 0          | 3        | 1        | 8    | 2    |
| ナシオナル                 | 通算         | 通算           | 18       | 4        | 0          | 0          | 5        | 1        | 23   | 5    |
| フィオレンティーナ         | 2013-14      | セリエA        | 6        | 0        | 1          | 0          | -        | -        | 7    | 0    |
| フィオレンティーナ         | 2015-16      | セリエA        | 30       | 2        | 1          | 0          | 7        | 0        | 38   | 2    |
| フィオレンティーナ         | 2016-17      | セリエA        | 31       | 3        | 2          | 0          | 7        | 1        | 40   | 4    |
| フィオレンティーナ         | 通算         | 通算           | 67       | 5        | 4          | 0          | 14       | 1        | 85   | 6    |
| カリアリ                   | 2013-14      | セリエA        | 9        | 2        | 0          | 0          | -        | -        | 9    | 2    |
| エンポリ                   | 2014-15      | セリエA        | 36       | 2        | 2          | 0          | -        | -        | 38   | 2    |
| インテル                   | 2017-18      | セリエA        | 29       | 3        | 2          | 0          | -        | -        | 31   | 3    |
| インテル                   | 2018-19      | セリエA        | 30       | 3        | 1          | 0          | 9        | 2        | 40   | 5    |
| インテル                   | 2019-20      | セリエA        | 20       | 2        | 1          | 0          | 4        | 1        | 25   |      |
| インテル                   | 2020-21      | セリエA        | 8        | 1        | 0          | 0          | 0        | 0        | 8    | 1    |
| インテル                   | 2021-22      | セリエA        | 17       | 1        | 2          | 0          | 4        | 0        | 23   | 1    |
| インテル                   | 通算         | 通算           | 104      | 10       | 6          | 0          | 17       | 3        | 127  | 13   |
| ラツィオ                   | 2022-23      | セリエA        | 32       | 2        | 2          | 0          | 10       | 2        | 44   | 4    |
| キャリア通算               | キャリア通算 | キャリア通算   | 298      | 27       | 14         | 0          | 46       | 7        | 358  | 34   |

## 代表歴

### 出場大会
- ウルグアイ代表
  - 2018 FIFAワールドカップ
  - 2022 FIFAワールドカップ

### 試合数
- 国際Aマッチ 69試合 5得点（2016年 - ）[17]

| ウルグアイ代表 | 国際Aマッチ | 国際Aマッチ |
| 年             | 出場        | 得点        |
| -------------- | ----------- | ----------- |
| 2016           | 9           | 1           |
| 2017           | 10          | 0           |
| 2018           | 12          | 1           |
| 2019           | 10          | 1           |
| 2020           | 0           | 0           |
| 2021           | 15          | 0           |
| 2022           | 9           | 1           |
| 2023           | 4           | 1           |
| 通算           | 69          | 5           |

### 得点
| # | 開催日         | 開催地                                     | 対戦国               | スコア | 結果 | 大会             |
| - | -------------- | ------------------------------------------ | -------------------- | ------ | ---- | ---------------- |
| 1 | 2016年5月27日  | モンテビデオ、エスタディオ・センテナリオ   | トリニダード・トバゴ | 3-1    | 3-1  | 親善試合         |
| 2 | 2018年10月12日 | ソウル特別市、ソウルワールドカップ競技場   | 韓国                 | 1-1    | 2-1  | 親善試合         |
| 3 | 2019年3月25日  | 南寧市、広西体育中心                       | タイ                 | 1-0    | 4-0  | チャイナ・カップ |
| 4 | 2022年6月2日   | グレンデール、ステートファーム・スタジアム | メキシコ             | 1-0    | 3-0  | 親善試合         |
| 5 | 2023年3月28日  | ソウル特別市、ソウルワールドカップ競技場   | 韓国                 | 1-2    | 1-2  | 親善試合         |

## タイトル

### クラブ
ナシオナル
- プリメーラ・ディビシオン : 1回 (2011-12)

インテル
- セリエA : 1回 (2020-21)
- コッパ・イタリア : 1回 (2021-22)
- スーペルコッパ・イタリアーナ : 1回 (2021)